# Temnorhynchus burgeoni
Temnorhynchus burgeoni är en skalbaggsart som beskrevs av Renaud Maurice Adrien Paulian 1946. Temnorhynchus burgeoni ingår i släktet Temnorhynchus och familjen Dynastidae. Inga underarter finns listade i Catalogue of Life.